# La cabalgata del circo
La cabalgata del circo es una película argentina en blanco y negro dirigida por Eduardo Boneo y Mario Soffici sobre el guion de este último escrito en colaboración con Francisco Madrid que se estrenó el 30 de mayo de 1945 y que tuvo como protagonistas a Libertad Lamarque, Hugo del Carril, José Olarra y Orestes Caviglia.
La película es mayormente conocida por ser su rodaje el lugar donde nació el mito de la presunta cachetada que Lamarque le propinó a la actriz secundaria Eva Duarte. Esto aparentemente llevó a Lamarque a su posterior exilio en México cuando Duarte se convirtió en primera dama de la República Argentina al año siguiente.
En una encuesta de 2022 de las 100 mejores películas del cine argentino presentada en el Festival Internacional de Cine de Mar del Plata, la película alcanzó el puesto 52.

## Sinopsis
La trayectoria de un circo criollo a lo largo de los años narrada a través de la historia de dos hermanos: Roberto Arletty (Hugo del Carril) y Nita Arletty (Libertad Lamarque).

## Reparto
Colaboraron en el filme los siguientes intérpretes:
- Libertad Lamarque (Nita Arletty)
- Hugo del Carril (Roberto Arletty)
- José Olarra (Ruca)
- Orestes Caviglia (Tito Arletty)
- Juan José Míguez (Eduardo Sullivan)
- Ilde Pirovano (Marieta Arletty)
- Armando Bo (Carlos Arletty)
- Elvira Quiroga (Lucinda)
- Tino Tori
- María Eva Duarte (Chila Ruca)
- Ana Nieves
- Ricardo Castro Ríos (Roberto Sullivan)
- Carlos Rivas
- Pepe Arias

## Comentarios
La crónica de El País de Montevideo expresó:

”Soffici muestra un sentido de reconstrucción histórica… y es ahí donde está la parte más emotiva… y valiosa de la película… un testimonio imperfecto pero emotivo de los orígenes del teatro nacional.”

 Por su parte, Manrupe y Portela opinan:

” Cálida y emocionante, conceptualmente dentro de la mejor línea nacional de Soffici, con las dos estrellas bien dirigidas y una mirada no nostálgica de un buen tema. Algunas escenas como la del incendio impresiona. Y también puede verse a Eva Duarte en su papel más recordado.”